# Coniesta
Coniesta és un gènere d'arnes de la família Crambidae.

## Taxonomia
- Coniesta araealis (Hampson, 1912)
- Coniesta forsteri (Bleszynski, 1965)
- Coniesta ignefusalis (Hampson, 1919)
- Coniesta williami (de Joannis, 1927)